# Delebio
Delebio (Delébi in dialetto valtellinese) è un comune italiano di 3 321 abitanti della provincia di Sondrio in Lombardia.
Il comune è adagiato sulle pendici settentrionali del Monte Legnone.

## Geografica fisica

### Territorio
Il territorio comunale è limitato, a grandi linee, a Est dal Torrente Lesina a Sud dal crinale orobico che va dal P. Alto al M. Legnone, ad Ovest dal Torrente Madriasco a Nord dal Fiume Adda.
L'antica Delebio era formata dai numerosi abitati (vicinie) di Campobeto, Piazzo Meneghino, Nogaredo, Verdione, Tavani e le contrade di Pedemonte, Monbello, Quadrubi, Badia, Piazza e S. Domenica.

## Origini del nome
Il nome Delebio "Alebio" compare, per la prima volta, in un documento scritto del 2 aprile 724. Si tratta di un privilegio emanato dal re longobardo Liutprando a favore della Chiesa di S. Carpoforo in Como che viene dotata di una rendita.

## Storia
La storia di Delebio è essenzialmente legata a quella dei territori della bassa Valtellina, in prossimità del lago Lario.
Forse tre eventi ne segnano un tratto distintivo.
Nel 1204 Delebio fu il primo nucleo abitato a costituirsi libero comune rurale in Valtellina.
Nel 1428 le autorità di Delebio poterono eleggere il nuovo prete beneficiario della chiesa di S. Carpoforo. Fu il primo passo che portò il 3 dicembre a costituire il beneficio per il futuro parroco autonomo e residente nella comunità di Delebio.
Nel 1432 sul territorio di Delebio si svolse la cruenta battaglia di Delebio che vide i Visconti di Milano contrapposti alla Repubblica di Venezia nel contendersi il dominio della Valtellina. Tale battaglia ha lasciato tracce presenti sino ai giorni nostri, come ad esempio la cappella di Santa Maria della Vittoria nella chiesa di Santa Domenica, la chiesetta di San Rocco, il Prato della Morte, la fossa dei Veneziani e via della Battaglia.
In seguito alla battaglia di Delebio, il Duca di Milano dotò la chiesa di S. Domenica nelle cui vicinanze si era svolta la battaglia, di un beneficio di 1100 lire. Ciò consentiva il mantenimento di un cappellano ducale per officiare.
Franceso I Sforza concesse nel 1458 agli abitati di non anticipare le tasse dei nobili, che essendo assenti dal paese nel tempo della riscossione, non versavano la loro quota, obbligando gli altri delebiesi ad anticiparla.
Nel 1512 Delebio con la Valtellina, passò sotto il dominio dei vicini Grigioni e il confine venne fissato al torrente Madriasco.
Durante una terribile alluvione nell'autunno del 1520 l'Adda, che fino ad allora sfociava nel lago di Mezzola, cambiò letto. Il nuovo corso del fiume tagliò il paese in due.
Nei primi decenni del 1600 peggiorarono i dissidi religiosi fra i Valtellinesi cattolici ed i Grigioni protestanti. Nel secondo decennio del secondo, l'arciprete di Sondrio Nicolò Rusca fu invitato spesso in paese poiché gli abitati volevano essere rinvigoriti dalla predicazione di questo sacerdote. Costui, nel 1618 morirà a causa delle torture subite dal tribunale protestante di Thusis.
La Valtellina e la Valchiavenna, nel 1797, ritornano a far parte della Lombardia prima come dipartimento della Repubblica Cisalpina e poi del Regno d'Italia. Entrambe restarono lombarde dopo il Congresso di Vienna.
Nel 1894 Delebio si fregiò di un importante primato: qui fu attivata la prima centrale elettrica della provincia di Sondrio, ad opera di Guido Bertolazzi, data che di fatto segnò la fine dell'artigianato e l'inizio dell'epoca industriale. Fu il primo paese della Valle ad accendere le lampadine elettriche nelle strade comunali.
Nel 1928, i confini di Delebio variano con la cessione dei terreni sui quali oggi sorgono Careciasca e Nuovo Olonio (nel comune di Dubino). Questi due territori risultavano tagliati dal resto del territorio comunale tradizionale dal nuovo canale artificiale dell'Adda.
Nel 2004 i Delebiesi hanno festeggiato gli 800 anni del comune.

### Simboli
Il gonfalone è un drappo di azzurro.

## Monumenti e luoghi d'interesse
Pur essendo un piccolo borgo della bassa Valtellina, il paese custodisce importanti opere d'arte, tra cui la chiesa barocca in località Badia (Oratorio di San Girolamo).

### Architetture religiose
- La chiesa parrocchiale di San Carpoforo, dal tipico impianto ad aula, conserva all'interno importanti tele di Giuseppe Antonio Petrini di Carona (prima meta del XVIII secolo) e affreschi di Giovanni Gavazzeni (secolo XIX). I recenti restauri hanno ridato tutta la luce settecentesca al grande vano dell'aula e del presbiterio quadrangolare rivelando eleganti decorazioni ad opera di Pietro Bianchi detto il Bustino, già attivo in Bassa Valtellina nell'Insigne Collegiata di San Giovanni Battista, nella chiesa di San Pietro e nella ex chiesa domenicana di Sant'Antonio di Morbegno. Il Bianchi è riconosciuto come uno degli antesignani del gusto rocaille in Valtellina.
- La gemma artistica del paese è costituita dall'oratorio di San Girolamo meglio conosciuto col nome della famiglia nobile che lo edificò: Oratorio Peregalli. Il piccolo tempio, a pianta centrale, è riconosciuto dagli studiosi quale insigne monumento rocaille di respiro europeo[senza fonte]. La facciata è opera di Pietro Solari come pure la pianta dell'edificio che al suo interno è completamente ricoperto da affreschi e stucchi. Tra gli artisti che vi lavorarono spiccano i nomi del valtellinese Pietro Ligari, dei quadraturisti Giuseppe Antonio Maria Torricelli e Giovanni Antonio Maria Torricelli di Lugano e del caronese Giuseppe Antonio Petrini.
- Nel 1766 fu completata la Chiesa di S. Croce di Tavani (frazione del comune a ridosso del Torrente Madriasco). La Chiesa incomincio ad essere citata negli atti notarili nella prima metà del XVIII secolo. Dal 1691 al 1766 ci furono numerosi lasciti da parte degli abitanti della frazione e delle famiglie di Piantedo vicine al Madriasco.
- La chiesa di Santa Domenica, situata nei pressi del luogo dove avvenne la battaglia di Delebio.[8]

### Architetture civili
Tra gli edifici ad uso civile degni di nota sono i settecenteschi Palazzo Peregalli e Palazzo Bassi.

## Società
L'istituzione dei cognomi per identificare con una certa certezza i singoli individui inizio' a seguito del Concilio di Trento, convocato nel 1542. A quel tempo vigeva anche una distinzione fra le famiglie presenti su un determinato territorio, in base agli anni di costante presenza. Si parla infatti di terrieri, abitanti e forestieri. In un documento del 1780, ad esempio, si trova un testo latino che così recita: "Joseph Vaninettus abitatur alebii". Fa riferimento ad un certo Giuseppe Vaninetti, figlio di Giuseppe Vaninetti, trasferitosi da Sacco a Delebio alcuni anni prima, stabilendovi dimora. Lui fu considerato abitante di Delebio mentre la sua progenie divenne terriera. Il cognome Vaninetti è tuttora presente all'interno del Comune di Delebio. Altri cognomi storici del territorio e tuttora presenti sono Mazza, Dell'Oca, Fistolera, Acquistapace, Corbellini, Colli, Mambretti, Codega, Peregalli ed altri. La facilità degli spostamenti ed il rimescolamento delle genti ha oggi portato ad avere sul territorio una ampia presenza di cognomi differenti, senza alcuna evidente polarizzazione.

### Evoluzione demografica
Abitanti censiti

### Etnie e minoranze straniere
Secondo le statistiche ISTAT al 1º gennaio 2016 la popolazione straniera residente nel comune era di 479 persone, pari al 15% della popolazione.
Le nazionalità maggiormente rappresentate in base alla loro percentuale sul totale della popolazione residente erano:
- Marocco 115
- Romania 86
- Ghana 65
- Polonia 36
- Albania 29
- Cina 27
- India 25

In termini percentuali, Delebio è il comune della provincia di Sondrio con la più alta popolazione straniera.